# Rolwalingtal
Das Rolwalingtal ist das namensgebende Grenztal zu Tibet im Rolwaling Himal, Himalaya. Es verläuft in Ost-West-Richtung, nördlich von der Grenzbergkette zu Tibet, Kang Nachugo, Chekigo bis Gaurishankar begrenzt, im Süden befinden sich die Täler der Flüsse Likhu, Nupche, Khimti, Khare und Sipring. Im Tal befinden sich mehrere Sherpa-Dörfer mit überwiegend buddhistischer Bevölkerung: Simigaon, Beding, Na. Durch das Rolwalingtal fließt der Fluss Rolwaling Chu. In Beding befindet sich das buddhistische Sangag-Choling-Kloster. Dem Kloster angeschlossen ist eine Schule, die buddhistische wie weltliche Bildung bietet.

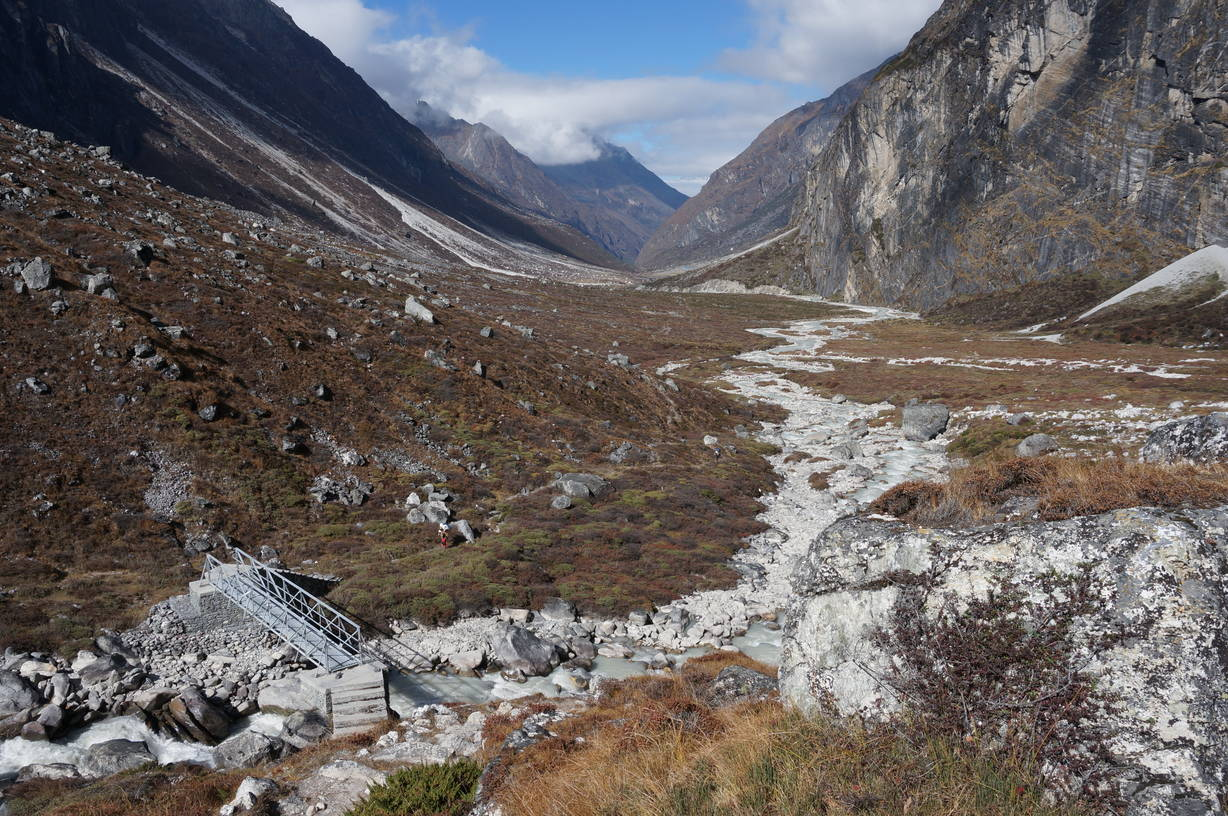
Das Rolwalingtal, Rückblick vom Tsho-Rolpha See nach Na

Unterhalb Beding ist das Rolwalingtal ein enges, tief eingeschnittenes Kerbtal. Oberhalb Beding weitet sich das Rolwalingtal zu einem von früheren Gletscherständen geprägten Trogtal.

## Landwirtschaft
Während in Simigaon Feldwirtschaft dominiert, die in dieser Seehöhe klimatisch gut möglich ist, wird in Beding und Na überwiegend Weidewirtschaft mit Yaks betrieben. Es wachsen jedoch auch noch in Na (4.180 m) Kartoffeln und andere Gemüsearten.

## Flora
Von Simigaon bis an die 3.000-m-Grenze dominiert immergrüner Laubwald, in größerer Höhe setzen sich Nadelwälder durch, die Baumgrenze befindet sich bei etwa 3.800 m, darüber breiten sich niedrige Sträucher und alpine Matten aus, die bis 5.000 m hoch reichen.

## Klima
Wie überall im Himalaya, ist das Klima vom Sommer-Monsun und Trockenheit und Kälte im Winter geprägt. Die Hauptreisezeiten („Trekking“-Saison) bilden April bis Mai und Oktober bis November. Ebenfalls typisch für die Südseite des Himalaya-Hauptkammes ist der tageszeitliche Wechsel von eher trockenem, sonnigen Wetter vormittags und dem Aufkommen von Nebel bzw. Wolken am Nachmittag: Bedingt durch die starke tageszeitliche Erwärmung, wehen Winde talaufwärts und führen ab ca. 3.000 m zu Kondensation (Wolkenbildung).

## Siedlungen

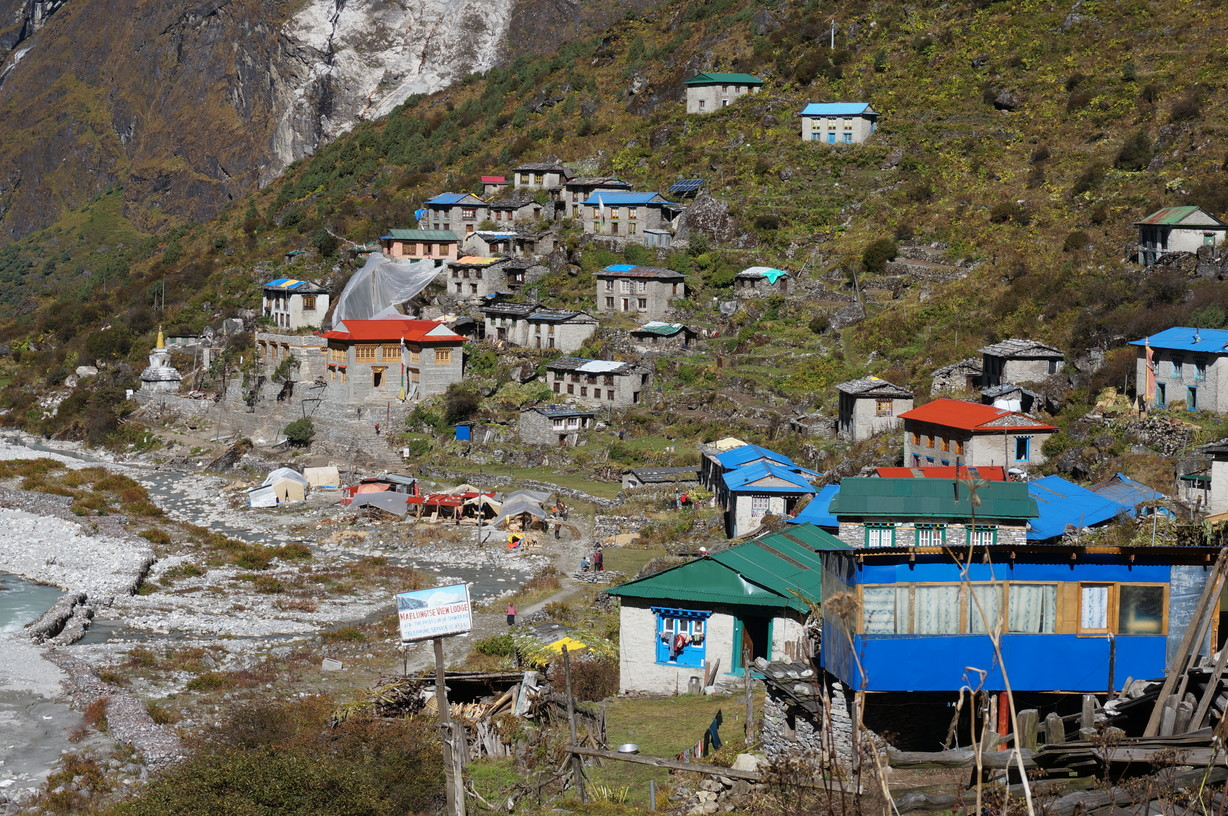
Beding mit Kloster links

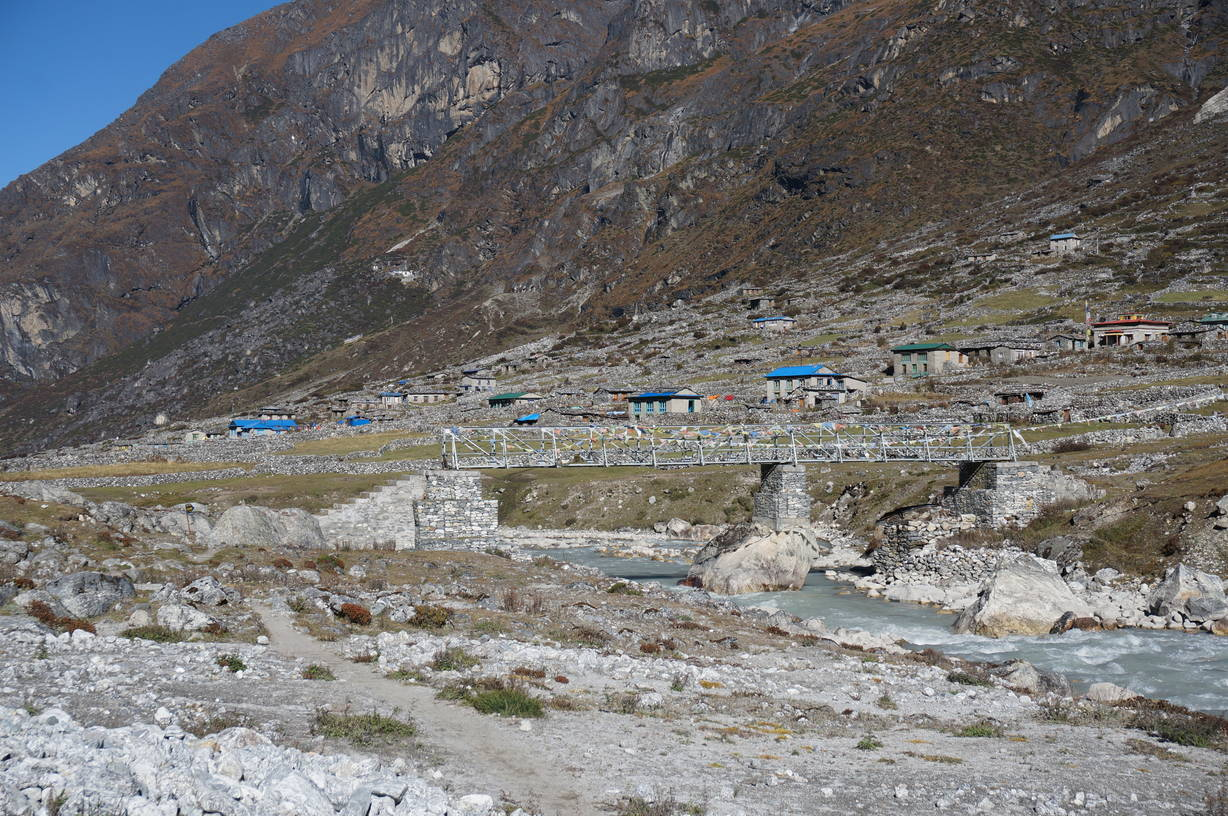
Die Sommerweide-Siedlung Na oberhalb Beding

Die Siedlungen im Rolwalingtal sind wegen der kleinen landwirtschaftlich nutzbaren Flächen klein und haben den Charakter kleiner Dörfer und Weiler.
- Simigaon, Sherpa-Dorf
- Dokhang, Tourismussiedlung von ca. 5 Lodges
- Beding, Sherpa-Dorf, buddhistisches Rolwaling-Kloster und Klosterschule
- Na, Sommersiedlung von Beding, Weidehaltung von Yak-Herden

## Wege
Im Tal verläuft ein gut gangbarer Fußweg bis zum Gletscherrandsee Tsho Rolpa. Es existieren Hochgebirgsübergänge nach Süden (Yalung La, 5.310 m ins Khani-Tal, Ramding La, 5.665 m ins Nupche/Likhu-Tal), der Menlung La, 5.616 m über Beding gelegen nach Tibet (Norden), der Tashi Lapcha, 5.750 m ins Solo-Khumbu-Gebiet.

## Tourismus
Durch das Tal verläuft der Weg des Rolwaling-Treks. Vom Tamakoshi befinden sich alle 2–3 Wegstunden Lodges bis Na:
- Dorf Simigaon, mehrere Lodges (ca. 2.000 m Seehöhe)
- Surmuche Lodge
- Kelje Lodge
- Dokhang, Siedlung von ca. 5 Touristenlodges am Rolwaling Chu (2.791 m Seehöhe)
- Campsite auf ca. 3.200 m Seehöhe
- Beding, mehrere Lodges (3.740 m Seehöhe)
- Na, mehrere Lodges (4.180 m Seehöhe)
- Chhukima Tea Shop  (ca. 4.600 m Seehöhe)

Von dort werden noch zwei Tage bis zum Tashi-Lapcha-Gletscherjoch ins Solo-Khumbu-Gebiet benötigt.